# Eefje van Gorkum
Eefje van Gorkum (Chuncheon, 6 januari 1986) is een Nederlands actrice die oorspronkelijk uit Zuid-Korea komt. Als drie maanden oude baby werd ze geadopteerd en kwam naar Nederland. In 2004 begon Van Gorkum aan de opleiding tot actrice aan de theaterschool in Rotterdam. Nadat ze in 2008 de opleiding afrondde startte zij een eenjarig traject bij de Internationale Theater Scholing De Nieuw Amsterdam (ITS DNA). Van 2011-2014 vertolkte Van Gorkum de rol van Vallon Yuan in de serie SpangaS waarin ze meer dan 350 afleveringen meespeelde. Ze nam de rol over van Amy van der Weerden. Tussen 2013-2015 speelde Van Gorkum de rol van Winky Wong in de theaterbewerking Winky en het Paard van Sinterklaas.